# Culex raghavanii
Culex raghavanii är en tvåvingeart som beskrevs av Rahman och Chowdhury 1968. Culex raghavanii ingår i släktet Culex och familjen stickmyggor. Inga underarter finns listade i Catalogue of Life.